# Corbara, Francija
Corbara je naselje in občina v francoskem departmaju Haute-Corse regije - otoka Korzika. Leta 2007 je naselje imelo 914 prebivalcev.

## Geografija
Kraj leži na severozahodu otoka Korzike 73 km jugozahodno od središča Bastie.

## Uprava
Občina Corbara skupaj s sosednjimi občinami L'Île-Rousse, Monticello, Pigna, Sant'Antonino in Santa-Reparata-di-Balagna sestavlja kanton Île-Rousse s sedežem v Île-Rousse. Kanton je sestavni del okrožja Calvi.

## Zanimivosti
- dominikanski samostan, ustanovljen sredi 15. stoletja na pobočju gore Mont San'Anghjelu,
- župnijska kolegialna cerkev Marijinega oznanenja,
- kapela Marije sedem žalosti.